# Cima Dodici
Die Cima Dodici oder Ferozzo (auch Cima XII; deutsch Zwölferkofel) ist mit 2337 m s.l.m. der höchste Berg der Vizentiner Alpen. Sie liegt südlich von Borgo Valsugana auf der Grenze zwischen den italienischen Provinzen Trient und Vicenza.